# 珀賴蒂茲島
61°55′S 57°59′W / 61.917°S 57.983°W
珀賴蒂茲島（Pyrites Island），是南極洲的島嶼，位於南設得蘭群島的喬治王島北面，處於加姆角東北面和加姆角東北面，現時由南極條約體系管理。